# Большой кроншнеп
Большо́й кро́ншнеп (лат. Numenius arquata) — вид птиц из семейства бекасовых (Scolopacidae).

## Внешний вид
Большой кроншнеп достигает величины от 50 до 60 см и весит от 600 до 1000 г. Его размах крыльев составляет от 80 до 100 см. Они являются самыми крупными представителями семейства бекасовых и наиболее часто встречающимися в Европе кроншнепами. Характерной чертой большого кроншнепа является длинный и выгнутый вниз клюв. Самка, как правило, несколько крупнее самца, а её клюв ещё длиннее и изогнутее. Помимо этого, между обоими полами внешних отличий не существует. Окраска большого кроншнепа скорее скромная, оперение варьирует от бежево-коричневого до серо-коричневого с различными полосками и вкраплениями. Крик большого кроншнепа состоит из длинного, почти печального звука, напоминающее «кури-ли». Видимо поэтому в англоязычном мире эта птица называется Curlew. В пении упражняются, как правило, самцы, которые с его помощью отмечают свои гнездовые участки.

## Распространение

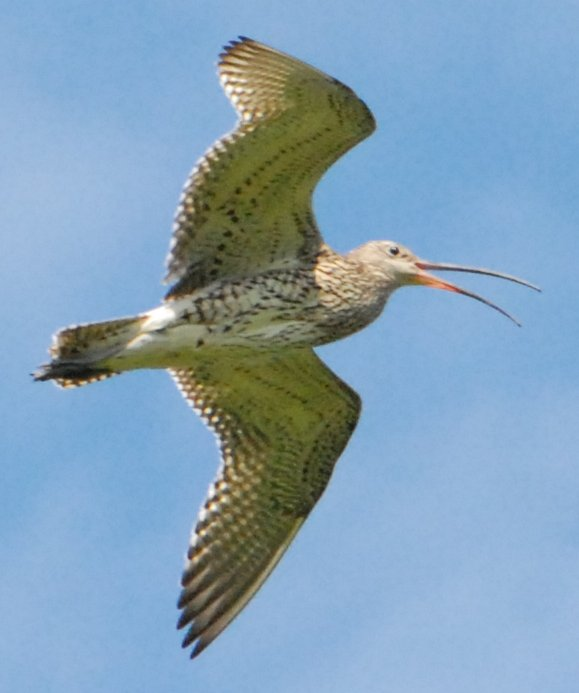
Большой кроншнеп в полёте

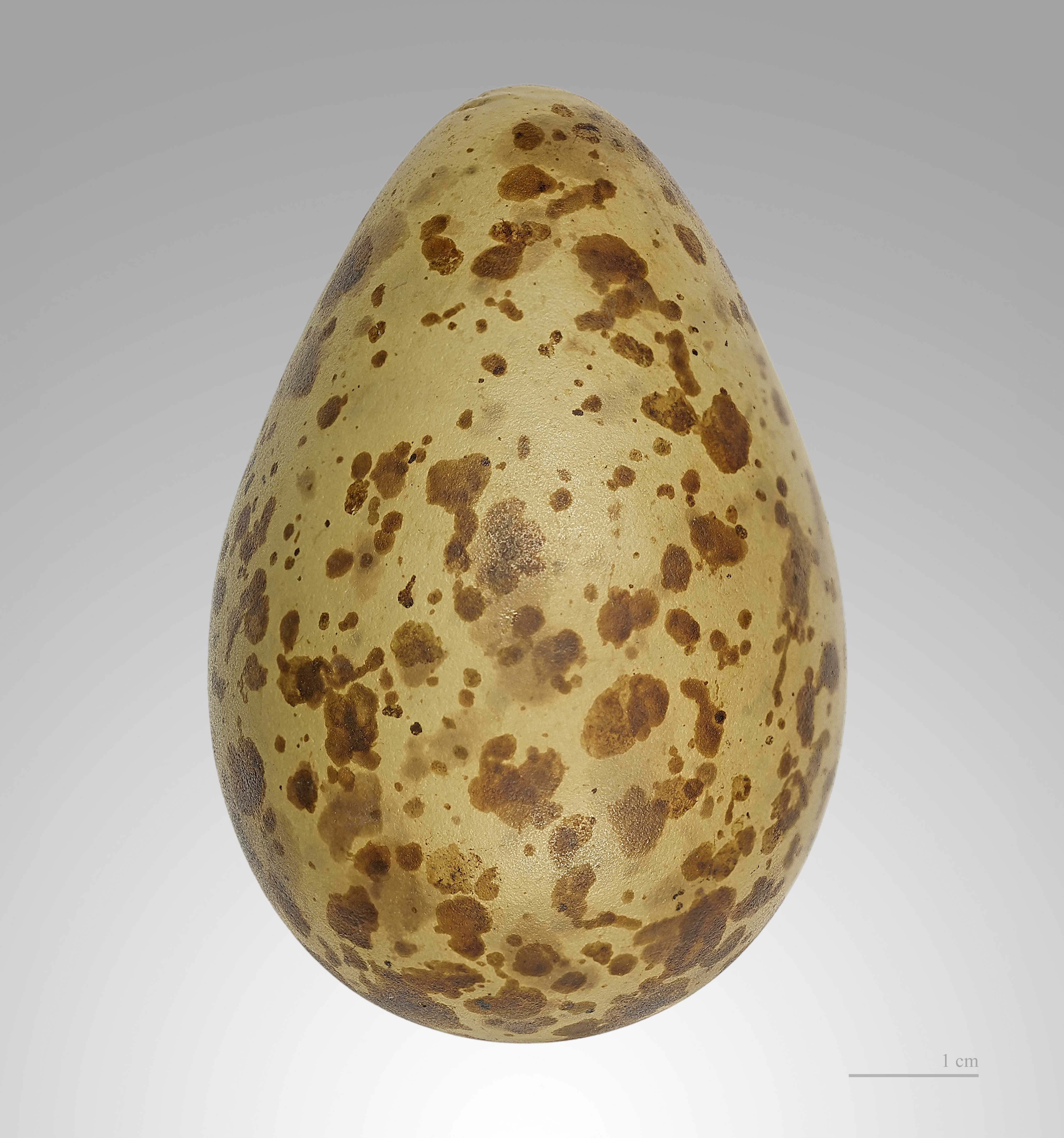
Numenius arquata

Большие кроншнепы гнездятся в болотистых и прочих влажных местностях, таких как марши. Зимой они обитают у побережий и в ваттах, в глубине материка — на полях и заливных лугах. Основным ареалом является Северная и Центральная Европа, а также Британские острова. В зимнее время эти птицы совершают перелёт на побережья Западной и Южной Европы. Большие кроншнепы встречаются также в большой части Азии, их ареал доходит до озера Байкал и Маньчжурии на востоке и Киргизии на юге.

## Питание
К добыче больших кроншнепов относятся насекомые, черви и моллюски, которых они подбирают с земли своим длинным клювом. При этом они используют клюв также в качестве пинцета, чтобы извлечь улиток или ракушек из их твёрдых оболочек.

## Размножение
Гнездо строится в плоском углублении на земле, которое большие кроншнепы выкладывают травой. За один раз они откладывают, как правило, по четыре яйца.

## Подвиды
Существуют три подвида большого кроншнепа. Numenius arquata arquata встречается в Европе, а восточнее полосы Волга-Урал обитает Numenius arquata orientalis. Птицы последнего подвиды в целом более светлые, а тёмные штрихи в их оперении значительно мельче. Клюв немного длиннее, также как и крылья. Оба подвида между Волгой и Уралом плавно переходят один в другого и по внешности едва различимы. Третий подвид Numenius arquata suschkini обитает на африканском побережье к югу от Сахары и в юго-западной Азии.